# Gaston, Oregon
Gaston là một thành phố trong Quận Washington, Oregon, Hoa Kỳ. Dân số theo điều tra dân số năm 2000 là 600 người. Ước tính dân số năm 2006 là 630 người.

## Địa lý
Gaston nằm ở vị trí 45°26′11″B 123°8′29″T / 45,43639°B 123,14139°TĐã đưa tham số không hợp lệ vào hàm {{#coordinates:}} (45.436337, -123.141501).1
Theo Cục điều tra dân số Hoa Kỳ, thành phố có tổng diện tích 0.4 dặm vuông Anh (0,6 km²), tất cả đều là mặt đất.

## Lịch sử
Trong thập niên 1860, kỷ lục điều tra dân số chỉ ghi nhận có khoảng 70 người tại vùng Gaston.  Tuy nhiên vào năm 1866, trường đầu tiên của Gaston được xây dựng.  Năm 1870, một trường học mới được xây gần giao lộ giữa Xa lộ 47 và Xa lộ 47 mới. Ban đầu, học sinh chỉ đi học khoảng từ 3-6 tháng mỗi năm, sau đó mở rộng đến 9 tháng.
Đầu thập niên 1870, dịch vụ xe ngựa kéo và xe lửa mở rộng nhanh chóng trong Quận Washington. Vào năm 1872, một điểm dừng chân trên tuyến đường Portland-St. Joseph trong Thung lũng Patton được chính thức đặt tên Gaston. Nhờ vào 1 điểm dừng của xe lửa mà nhiều người hơn đã đến đây và đến năm 1873 một bưu điện mở cửa tại khu phố mới. Năm đó, nhà thờ Giáo đoàn đầu tiên Gaston (Congregational Church) cũng được xây dựng.